# Neopomacentrus aquadulcis
Neopomacentrus aquadulcis är en fiskart som beskrevs av Jenkins och Allen 2002. Neopomacentrus aquadulcis ingår i släktet Neopomacentrus och familjen Pomacentridae. IUCN kategoriserar arten globalt som starkt hotad. Inga underarter finns listade i Catalogue of Life.